# Booty and the Beast
Booty and the Beast è il primo album di Popa Chubby con la Epic Records dopo due album con la meno famosa Fifty Fifty Music.

## Tracce
- Palace Of The King
- Lookin'back
- Healing In Her Hands
- Sweet Goddes Of Love And Beer
- Stoop Down Baby
- Trouble
- Same Old Blues
- Anything You Want Me To Do
- Low Down And Dirty
- Waitin'for The Ight
- Angel On My Shoulder
- You Rub Me The Wrong Way
- Secret Chubby
- Sweat
- Shubby's Goodnight